# Wybory do Parlamentu Europejskiego w Holandii w 1979 roku
Wybory do Parlamentu Europejskiego w Holandii w 1979 roku zostały przeprowadzone 7 czerwca 1979 r. Holendrzy po raz pierwszy w historii wybrali swoich przedstawicieli (25) do Parlamentu Europejskiego. Frekwencja wyborcza wyniosła 58,12%.

## Wyniki wyborów
| Lista wyborcza                               | Głosy     | %     | Mandaty |
| -------------------------------------------- | --------- | ----- | ------- |
| Apel Chrześcijańsko-Demokratyczny            | 2 017 743 | 35,60 | 10      |
| Partia Pracy                                 | 1 722 240 | 30,39 | 9       |
| Partia Ludowa na rzecz Wolności i Demokracji | 914 787   | 16,14 | 4       |
| Demokraci 66                                 | 511 967   | 9,03  | 2       |
| Polityczna Partia Protestantów               | 126 412   | 2,23  | 0       |
| Komunistyczna Partia Holandii                | 97 343    | 1,72  | 0       |
| Pacyficzna Partia Socjalistyczna             | 97 243    | 1,72  | 0       |
| Partia Radykalna                             | 92 055    | 1,62  | 0       |
| Gereformeerd Politiek Verbond                | 62 610    | 1,10  | 0       |
| Lijst Leschot                                | 24 903    | 0,44  | 0       |
| Głosy nieważne i puste                       | 33 300    | 0,58  | 0       |
| Razem                                        | 5 700 603 | 100   | 25      |